# Stefano Ghisolfi
Stefano Ghisolfi (* 18. Februar 1993 in Turin) ist ein italienischer Sport- und Felskletterer. Zu seinen größten Erfolgen am Fels gehören vier Routen, die mit dem Schwierigkeitsgrad 9b+ (5.15c) bewertet wurden. Damit gehört er zu den besten Felskletterern der Welt.

## Sportklettern
Ghisolfi klettert seit 2004. Bereits 2007 nahm er an seinem ersten internationalen Wettkampf teil, dem IFSC European Youth Cup. 2010 und 2011 belegte er jeweils den dritten Platz in der Disziplin Lead beim IFSC World Youth Cup.
Am 13. Oktober 2012 belegte er seinen ersten Podestplatz beim Lead Weltcup in Xining, China; wurde er Dritter. 2014 gewann er dann erstmals einen Weltcup. Seit 2010 ist er in dieser Disziplin immer unter den besten zehn Kletterern weltweit; insgesamt kommt er zurzeit auf 15 Podestplätze. Nachdem er beim Gesamtweltcup 2017 und 2018 jeweils den zweiten Platz belegt hatte, gewann er diesen 2021.

## Felsklettern
Im Januar 2017 gelang es ihm, die Route Fish Eye 8c (in Oliana, Spanien) onsight zu klettern. Mit der Besteigung von Perfecto Mundo (in Margalef, Spanien) wurde er im Dezember 2018 zum erst vierten Kletterer, dem eine 9b+ (5.15c) Route redpoint gelang. Im September 2020 wiederholte er dies mit der Begehung der Route Change (in Flatanger, Norwegen).
Im August 2021 kletterte er die Route Bibliographie (in Céüse, Frankreich), die Alexander Megos erstbegangen hatte und für die er den Grad 9c (5.15d) vorgeschlagen hatte. Stefano Ghisolfi hätte somit zum dritten Kletterer werden können, dem nach Adam Ondra mit Silence und Alex Megos mit Bibliographie dieser Grad gelang. Am 26. August 2021 schlug er aber für die Route den Grad 9b+ (5.15c) vor. Kurze Zeit später stimmte Alex Megos diesem zu, womit Adam Ondra mit Silence, Seb Bouin mit DNA, und Jakob Schubert mit BIG zurzeit die einzigen Kletterer bleiben, denen ein 9c (alle unbestätigt) gelang. Adam Ondra und Stefano Ghisolfi sind die einzigen Kletterer, die je drei 9b+ (5.15c) geklettert haben. Im März 2022 gab Ghisolfi bekannt, für die Route Silence zu trainieren.
Im Februar 2023 gelang ihm die Erstbegehung der Route Excalibur (9b+) in Arco. Es ist die schwierigste Route Italiens und Ghisolfis schwierigste Erstbegehung.

## Privates
Ghisolfi wohnt mit seiner Freundin, Sara Grippo, die ihn bei vielen seiner Projekte sichert, in Arco. Da sie sich in Folge einer Autoimmunerkrankung einer Nierentransplantation unterziehen musste, setzt er sich für Organspenden ein.
Ghisolfi wird unter anderem von La Sportiva, Volvo Italien und von der Trentino Tourismus gesponsert.

## Erfolge am Fels (Auswahl)
Auswahl der Erfolge am Fels nach Schwierigkeitsgrad.

### Sportklettern
9b+ (5.15c)
- Excalibur – Arco (Italien) – 3. Februar 2023 – Erstbegehung
- Bibliographie – Céüse (Frankreich) – 24. August 2021 – Zweitbegehung nach Alexander Megos, 2020. Ursprünglich 9c, durch Stefano Ghisolfi abgewertet auf 9b+[7]
- Change – Flatanger (Norwegen) – 29. September 2020 – Zweitbegehung nach Adam Ondra, 2012
- Perfecto Mundo – Margalef (Spanien) – 7. Dezember 2018 – Zweitbegehung nach Alexander Megos, 2018

9b (5.15b)
- Move Hard – Flatanger (Norwegen) – 16. September 2022 – Zweitbegehung nach Adam Ondra, 2017[13]
- L'Arenauta – Sperlonga (Italien) – 10. Februar 2022 – Erstbegehung
- The Lonely Mountain – Arco (Italien) – 18. Dezember 2021 – Erstbegehung
- Erebor – Arco (Italien) – 11. Januar 2021 – Erstbegehung. Ursprünglich 9b/+, durch Adam Ondra abgewertet auf 9b[14]
- Stoking the Fire – Santa Linya (Spanien) – Dezember 2019
- Queen Line – Arco (Italien) – 27. Februar 2019
- La Capella – Siurana (Spanien) – 12. Januar 2018 – Drittbegehung nach Adam Ondra, 2011, und Daniel Woods, 2018
- One Slap – Arco (Italien) – 22. November 2017 – Zweitbegehung nach Adam Ondra, 2017
- First Round, First Minute – Margalef (Spanien) – 30. Januar 2017
- Lapsus – Andonno (Italien) – 2. November 2015

9a+ (5.15a)
- Trofeo dell'Adriatico – Arco (Italien) – 20. März 2022
- La Rambla – Siurana (Spanien) – 20. März 2017
- First Ley – Margalef (Spanien) – Januar 2017
- Ultimatum – Massone (Italien) – 19. Dezember 2016
- Jungle Boogie – Céüse (Frankreich) – 2. Oktober 2016
- Realization – Céüse (Frankreich) – 21. Juni 2015 – Erstbegehung durch Chris Sharma, 2001
- Demencia senil – Margalef (Spanien) – 14. März 2015 – Erstbegehung durch Chris Sharma, 2009
- La moustache qui fàche – Entraygues-sur-Truyère (Frankreich) – 23. August 2014

9a (5.14d)
- Action Directe – Frankenjura, Deutschland – November 2023[15]
- Thunder Ribes – Massone (Italien) – 16. Dezember 2016 – Kombination der Routen Reini's Vibes, Ultima Pietra, and Stonehenge.
- L'Attimo – Covolo (Italien) – 11. Oktober 2015 – Erstbegehung durch Silvio Reffo, 2012
- Underground – Massone (Italien) – 5. Juli 2014 – Erstbegehung durch Manfred Stuffer, 1998
- Biologico – Narango (Italien) – 8. Juni 2014 – Erstbegehung durch Adam Ondra, 2012
- TCT – Gravere (Italien) – 31. Mai 2014 – Erstbegehung
- Grandi Gesti – Grotta dell'Arenauta, Sperlonga (Italien) – 30. Dezember 2013 – Erstbegehung durch Gianluca Daniele, 2009
- Ground Zero – Tetto di Sarre (Italien) – 9. Juni 2013 – Erstbegehung durch Alberto Gnerro, 2002

8c (5.14b)
- Fish Eye – Oliana (Spanien) – 8. Januar 2017 – onsight

8b+ (5.14a)
- Falconeti – Montsant (Spanien) – Januar 2013 – onsight
- L-mens – Montsant (Spanien) – Januar 2013 – onsight

### Bouldern
8B+ (V14)
- Goldfish Trombone – Bishop (USA) – November 2022
- Belly Of The Beast – Raven Tor (Großbritannien) – 22. März 2014 – Erstbegehung durch Chris Webb Parsons, 2013
- Gandalf il grigio – Varazze (Italien) – 5. Januar 2012

8B (V13)
- Direction – Bishop (USA) – November 2022
- Hell Boy – Val di Mello (Italien) – 7. Mai 2016
- Double Crossed Fists – Monte Bracco (Italien) – 8. Dezember 2015 – Erstbegehung
- Keen Roof – Raven Tor (Großbritannien) – 22. März 2014
- Gabry Traverse – Mailand (Italien) – 8. Januar 2012
- Gioia – Varazze (Italien) – 3. Januar 2012
- Alphacentauri – Varazze (Italien) – 3. Januar 2012